# Штурм острова Березань
Штурм острова Березань — військова операція, здійснена 7 (18) листопада 1788 року козаками Чорноморського козачого війська (в іншому джерелі пішого Запорозького війська) на чолі з військовим суддею (в іншому джерелі підполковником) Антоном Головатим на дубах під час Російсько-турецької війни 1787-1791 років. Не відповідаючи на вогонь турків, козаки підпливли до острова Березань, дали залп і штурмом заволоділи островом Березань, за допомогою вогню з канонерських човнів бригадира Рібаса, змусивши капітулювати гарнізон османів у фортеці.
В результаті турки припинили вогонь і були змушені здати фортецю, розташовану на острові, російські трофеї  — 11 прапорів і 21 артилерійські гармати. Пізніше російським командуванням фортеця була визнана позбавленою будь-якого стратегічного значення та зруйнована силами чорноморських козаків.

## Острів
Березань — невеликий незалюднений острів у Чорному морі, розташований неподалік від Очакова. Протягом XIV-XV століть, коли все Бузько-Дністровське межиріччя входило до складу спочатку Великого князівства Литовського, а пізніше Королівства Польського, про острів Березань були уривчасті відомості, а вже на рубежі XV-XVI століть острів опинився під владою Кримського ханства, проте не був заселений. Разом з тим запорізькі козаки знали про острів і використовували його для стоянки суден та відпочинку під час численних морських походів. Однак ані для козаків, ані для турків Березань не мав важливого стратегічного значення.

### Фортеця
Ідея будівництва оборонних укріплень на острові Березань належить інженерам російської армії. Про це свідчить проєкт фортеці на острові Адда, підписаний Ніколасом фон Брадке 26 вересня 1737. За кілька років до цього турецький посол у Російській імперії Ахмед Ресмі написав до Константинополя про необхідність терміново укріпити фортецю Кінбурн та Очаківські фортеці, проте про острів Березань навіть не згадав. Існує два пояснення, навіщо Росії знадобилося будівництво фортифікаційних споруд на безлюдному острові: по-перше, через відсутність військово-морського флоту на Чорному морі створити перешкоди туркам для утримання своїх великих лінійних кораблів між Березанню та мисом Аджіякс (Хаджі-Гасан), а по-друге, не виключено, що Росія сподівалася утримати лише Бузько-Дністровське міжріччя і в такому разі нова фортеця на Березані змогла б певним чином врівноважити наявність турецького замку Кінбурн. Після закінчення Російсько-турецької війни 1735—1739 років, внаслідок якої Росії не вдалося захопити землі в пониззі Дніпра, протягом понад чверті століття Березань не згадується, а це означає, що вона знову втратила своє стратегічне значення.

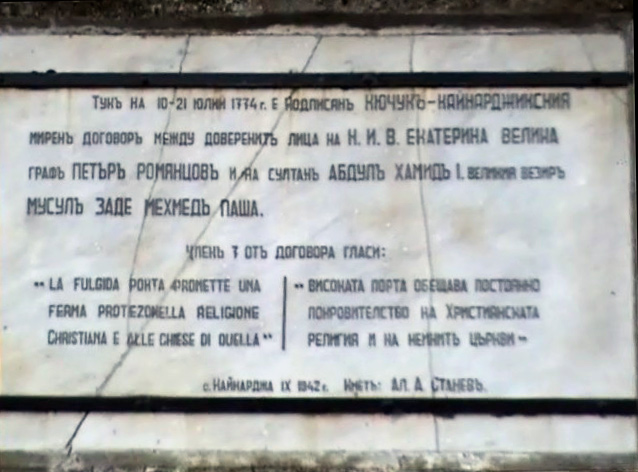
Меморіальна дошка на місці підписання договору у 1774 році, село Кайнарджа, Болгарія.

У результаті Російсько-турецької війни 1768-1774 років Росія знову сподівалася отримати все Бузько-Дністровське міжріччя, але в ході переговорів від цієї ідеї довелося відмовитись. У результаті турки були змушені віддати частину Бузько-Дністровського міжріччя, фортеці Керч, Єнікале та Кінбурн. Таким чином, саме пункт 18 Кючук-Кайнарджійського миру суттєво вплинув на подальшу історію острова, значно змінивши всю військово-стратегічну ситуацію у пониззі Дніпра та Бугу. Внаслідок цього Дніпро-Бузький лиман перестав бути внутрішньою водоймою Османської імперії, а наявність російської фортеці Кінбурн прямо навпроти Очакова змусила турків шукати вигіднішу гавань для свого флоту. Нею міг стати згаданий вище глибоководний і непогано захищений від вітрів рейд між Березанню та мисом Хаджі-Гасан, але його спочатку слід було добре захистити.
Проте турки не одразу розпочали будівництво фортеці на Березані, оскільки острів не входив до складу турецького «старого Очаківського повіту», а всі землі Кримського ханства згідно з Кючук-Кайнарджійським договором визнавалися незалежними як від Росії, так і від Туреччини. Лише влітку 1777 року, після введення російських військ у Крим для придушення татар, турки офіційно заявили про перехід всього Бузько-Дністровського міжріччя під їхню юрисдикцію і змогли розпочати будівництво укріплень на Березані. Вже 7 вересня 1777 року статський радник П. Веселицький доповів князю А. Прозоровському про початок підготовки до будівництва турками фортеці.
Рішення про спорудження фортеці турки ухвалили у грудні 1777 року або у січні 1778 року. Турки закінчили будівництво фортеці на острові Березань за дуже короткий час протягом усього весняно-літнього сезону 1778 року. До будівництва фортеці турками залучалися працівники з Волощини. До осені головні земляні роботи на Березані були завершені й 9 листопада 1778 з Константинополя було відправлено два вантажні судна з озброєнням для фортеці. Цей осінній перехід виявився невдалим, оскільки 25 гармат, що призначалися для фортеці, потонули у морі. В 1779 фортеця була посилена і її гарнізон складався з регулярних турецьких військ.
У липні 1781 року фортецю на Березані побачив новий російський посол у Константинополі Яків Булгаков, який разом зі своїм почтом проплив повз неї на кораблях російського флоту. Невідомо, який вигляд мала фортеця в ті роки, але малоймовірно, щоб вона сильно змінилася до 1784, коли її відвідав і дуже детально описав французький військовий інженер і топограф Лаффіт-Клаве. Також Лаффіт-Клаве дав рекомендації туркам щодо укріплення фортеці, яку вважав нехай і повністю боєздатною, але разом з тим застарілою, та її околицями. Проте турки до рекомендацій не дослухалися.
Власне фортеця, розташована на південній околиці острова, мала в плані форму майже рівностороннього трикутника з довжиною сторін 220-270 метрів. По всьому периметру вона оточена земляним валом з дерев'яним частоколом, а з північного боку — ровом глибиною до 3 метрів з підвісним мостом. На її південному куті й на південно-східній стіні були споруджені два круглі бастіони. З того ж боку, на нижній терасі була розташована ще одна батарея. Усередині фортеці були розміщені: будинок коменданта, казарми, кам'яна мечеть, пороховий льох, кам'яні та дерев'яні склади, будинки та землянки цивільних жителів, ями для зберігання борошна та зерна, цистерни для води. На озброєнні фортеці складалася 21 гармата різного калібру з додатковими укріпленнями у південній частині острова.

## Передісторія

### Запорізькі козаки
Попри ліквідацію першої Бузько-Дністровської Січі в серпні 1779 року після підписання Анайли-Кавацької конвенції й масове примусове переселення запорожців, що залишилися, за Дністер і Дунай наприкінці 1781 року, козаки продовжували ловити рибу по всьому узбережжю моря від Дунаю до Дніпра аж до початку Російсько-турецької війни 1787-1791 років.
Війна розпочалася у серпні, але вже за кілька днів запорізькі козаки, які не хотіли воювати на боці Туреччини, почали перепливати на човнах на російську сторону кордону. До цього запорізькі рибальські курені мирно співіснували з турецьким гарнізоном на острові. Незабаром до рибалок приєдналися й озброєні козаки, у зв'язку з чим Олександр Суворов 21 грудня 1787 видав спеціальний указ, згідно з яким запорізькі козаки не вважалися ворогами, а після переходу їм повертали зброю. Козаки-перебіжчики після складання присяги зараховувалися до різних команд Війська вірних козаків, яке пізніше було перейменовано на Чорноморське. Починаючи з весни 1788 найбільш активну участь у бойових діях брала перша частина війська на човнах під загальним керівництвом кошового отамана Сидора Білого, який загинув в ході однієї з битв 18 червня 1788.
Після загибелі Білого козаки його команди негайно обрали новим кошовим отаманом старого запорізького полковника Івана Сухіна, який лише у січні цього року повернувся з Туреччини, де перебував на еміграції з 1776 року. Такий вибір не задовольнив ні російське командування, ні частина старшини, і 3 липня 1788 Григорій Потьомкін своїм власним указом призначив на цю посаду Захарія Чепігу. Сам же Іван Сухін заявив про свою хворобу і залишив службу, але вже в травні 1791 повернувся до Туреччини та став військовим осавулом у Задунайському війську.
Піша команда виступила проти такого рішення і незабаром прибула до ставки самого Потьомкіна. Для вирішення конфлікту 4 липня до них негайно прибули Захарій Чепега та Антон Головатий. Зрештою, піддавшись на умовляння та обіцянки, козаки визнали кошовим отаманом Захарія Чепігу, який відразу ж забрав у Антона Головатого всі військові клейноди.
У листопаді — грудні 1787 року так звані турецькі запорожці організували свій новий кіш у селі Тузли біля Березані. Військо налічувало понад 1000 піших та кінних козаків, у наявності були морські човни. Від турків вони отримували платню та провіант.

### Напередодні штурму

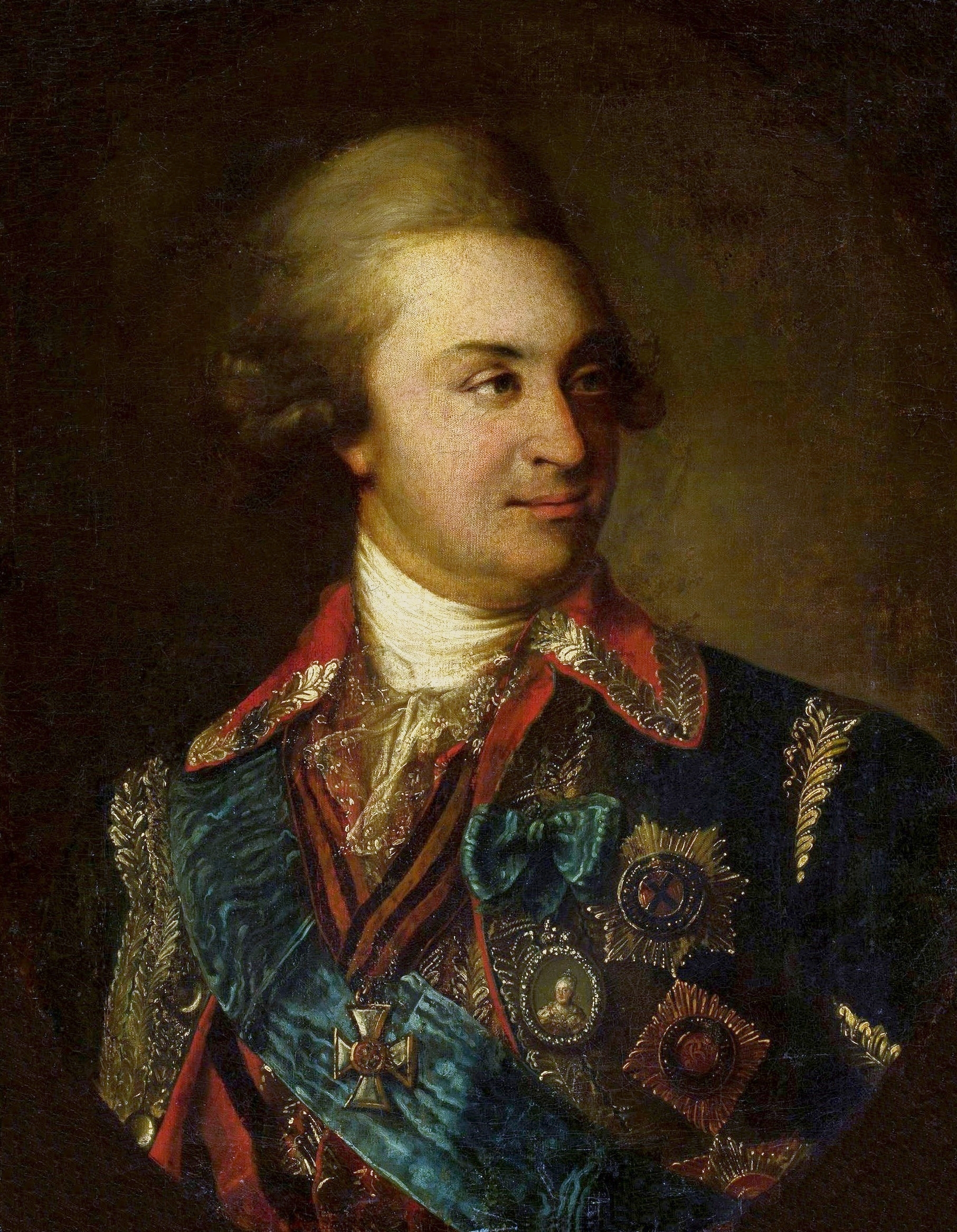
Григорій Потьомкін

У січні 1788 року в Березанській фортеці знаходилося не більше 100 осіб гарнізону, але вже в лютому турки поповнили його ще 200 бійцями.
У липні 1788 року Григорій Потьомкін вирішив захопити та знести турецький пост на Березані. Виконання цього завдання було доручено Олександру Суворову, якому надавалися значні сили у 600 солдатів піхоти на кораблях гребного флоту та козацьких човнах. 12—14 липня велася інтенсивна підготовка цієї операції, яку мали підтримати кораблі флоту й артилерія. Коли все було готове до здійснення штурму, головнокомандувач скасував своє рішення у зв'язку з тим, що готувалася облога Очакова, а в безпосередній близькості від острова з'явилася значна кількість кораблів турецького флоту.
Після подій під Очаковом про острів тимчасово забули, а козакам доручили перейти на правий берег річки Березань, поставити пікети вздовж берега моря та не допускати сходження на нього з човнів турецьких запорожців. У зв'язку з цим, у липні — на початку серпня 1788 року кіш у Тузлах припинив своє існування, а Березань тимчасово стала головною базою морської флотилії «турецьких» запорожців.
Восени 1788 Гасан-паша, командувач турецької флотилії, що стояла біля Очакова, значно укріпив фортецю на острові Березань шляхом будівництва двох артилерійських батарей і лінії окопів в північній частині острова. Ці зміни добре ілюструє «План острова Березані», знятий російським топографами відразу після штурму в листопаді 1788. Цей план дає уявлення про те, що Березань була зовсім слабкою фортецею.
Коли осінні бурі змусили Гасан-пашу вивести флот з-під Очакова, князь Григорій Потьомкін наказав чорноморцям захопити острів. Начальником турецького гарнізону на момент штурму був двобунчужний Келеджі Осман-паша, який раніше командував усіма яничарськими військами Туреччини, тобто був яничар-агою.

## Битва

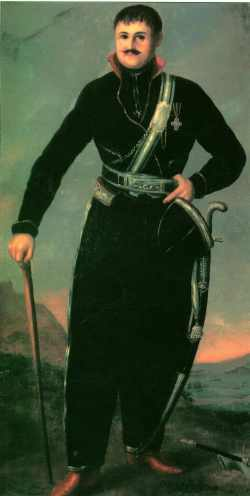
Антін Головатий

Вранці 7 (18 за новим стилем) листопада козаки на чолі з Антоном Головатим на очах у всієї російської армії та турків, що засіли у фортеці, сіли у свої човни та у супроводі флотилії канонерських човнів Осипа Дерибаса стрімко рушили морем до острова. Не дивлячись на вбивчий вогонь артилерії північно-східної батареї, вони все ж таки підійшли до острова і пристали до північного берега на відстані пострілу. Зробивши залп з гармат та рушниць, а потім кинувшись у воду і різко рушивши до неприступного берега, козаки зім'яли передові турецькі частини та захопили берегову батарею. Повернувши проти фортеці захоплені гармати та встановивши свої, зняті з човнів, чорноморці почали громити Березанську фортецю. Водночас російські човни почали обстрілювати Березань. Турки змушені були вивісити білий прапор і здати фортецю. Штурм фортеці зайняв лічені години.

### Сили сторін та втрати
Список, складений самими козаками після штурму, чітко зафіксував, що в ньому брало участь 836 осіб, до того ж усі 34 старшини названо поіменно. Зі списку випливає, що у справі брали участь 22 курінні отамана, штурмовий загін вийшов у море на 22 курінних човнах, маючи в середньому по 34—35 осіб на кожному. Десант, очевидно, був недоукомплектований, оскільки великий козацький човен разом із екіпажем (командиром, зазвичай курінним отаманом, 10 веслярами і кермовим) міг умістити до 60 озброєних людей. Згідно з рапортом Григорія Потьомкіна загальні втрати козаків були такі: 1 полковий старшина, 4 курінних отамана і 24 козаки.
Згідно з тим же повідомленням Потьомкіна, напередодні штурму турки мали на острові гарнізон чисельністю більш ніж 400 осіб, з яких 320 здалися в полон, а решту (більше 80) було вбито. Козаки захопили у фортеці значні трофеї: 11 прапорів, 21 гармату та 1149 ядер різних калібрів, 150 бочок з порохом, понад 800 метрів ґноту, близько 130 тонн пшеничного борошна та 160 тонн ячменю. Також було взято 111 гвинтівок, 69 пістолів, 49 шашок, 75 кинджалів та 57 патронташів. Список може бути не повним, оскільки козаки частину зброї могли привласнити собі. Також Потьомкін до прапорів приписав і ті, що раніше були відбиті у турків і просто куплені козаками у князя за ціною 20 рублів за штуку. Більшість трофеїв козаки негайно продали російському командуванню, а борошно і воду вони почали перевозити в мішках на армійські склади своїми човнами.
Полоненого начальника турецького гарнізону Келеджі Осман-пашу 8 листопада прийняв сам Григорій Потьомкін. На зустрічі Григорій Потьомкін подарував Келеджі Осман-паші діамантовий перстень, а решті полонених виплатили компенсацію за «втрачені речі». А вже за три тижні головнокомандувач відпустив усіх полонених через Ольвіополь (сучасний Вознесенськ) до Туреччини. Пізніше Келеджі Осман-паша в Туреччині був підвищений у званні до трибунчужного паші.

## Після штурму
12 грудня 1788 року Катерина II нагородила Антіна Головатого та Захарія Чепігу Георгіївськими хрестами IV ступеня з формулюванням «за відмінність». Приблизно в той же час Григорій Потьомкін видав указ, в якому козацьке військо офіційно отримало назву Чорноморське, а низка його старшин отримали армійські офіцерські чини.
За кілька днів після штурму козаки біля Березані провели ще одну вдалу військово-морську операцію. Козаки з команди полковника Гулика захопили кілька баркасів із вантажем з Аккермана і передали їх до складу російського флоту.
Проте вже 17 листопада 1788 року в донесенні на ім'я Катерини II Григорій Потьомкін заявив, що фортеця позбавлена будь-якого стратегічного значення, і наказав чорноморським козакам, які залишилися у фортеці на заставі, її знищити. Навесні 1789 року козаки залишили безлюдний і спустошений острів і стали кошом неподалік нього, біля гирла річки Березань на лівому березі однойменного лиману.
Водночас до берегів Березані повернулася турецька ескадра та виявила, що Березань ніхто не охороняє. У червні того ж року Потьомкін змирився з можливою втратою і навіть не спробував організувати захист. У зв'язку з цим турки могли майже без перешкод користуватись Березанським рейдом і не висадили десант на острів лише тому, що вже не мали змоги відновити на ньому зруйновані укріплення, батареї та цистерни. Однак козаки аж до свого переселення на Кубань у 1792-1793 роках і навіть пізніше інтенсивно використовували води навколо Березані як рибні угіддя. Після переселення козаків на Кубань у 1792 році вони на згадку про свою участь у штурмі заснували там станицю Березанську.